# Гаапаярві
Га́апаярві (фін. Haapajärvi)  — місто в провінції Північна Пог'янмаа у губернії Оулу.

## Географія
Населення міста 7 640 осіб (перепис на 31 січня 2014 року), загальна площа 789.08 км², із якої поверхня водяного дзеркала складає  — 23,44 км². Щільність населення  — 9,98 осіб/км².